# Ryan Larkin
Ryan Larkin (31 de julio de 1943 - 14 de febrero de 2007) fue un animador canadiense, artista plástico y escultor que saltó a la fama con el cortometraje Walking, nominado al Oscar como cortometraje animado(1968). Fue el protagonista del cortometraje Ryan, dirigido por Chris Landreth y ganador del Óscar al mejor cortometraje animado en 2004.

## Historia
En la adolescencia Ryan Larkin estudió en la Escuela de Bellas Artes de Montreal. A principios de 1960 fue contratado por la National Film Board de Canadá, donde fue reconocido inmediatamente por Norman McLaren como uno de los más brillantes nuevos artistas en esa institución. McLaren tomó personalmente a Ryan como SU discípulo, y le encargó dos cortometrajes de animación : Citérama ( 1966 ) y Syrinx ( 1966 ). Esta última película obtuvo el reconocimiento mundial.
La siguiente película de Ryan, Walking ( 1969), le dio no sólo reconocimiento, sino la celebridad. Fue nominado para un Premio Óscar de la Academia al Mejor Cortometraje de Animación. La siguiente película de Ryan , Street Musique ( 1972 ), consolidó aún más su estatus de estrella en la NFB. Luego de esa producción Ryan decide era no hacer más películas para la NFB, y renuncia en 1978. 
Para entonces ya era un adicto a la cocaína y el alcohol, y fue incapaz de mantener estabilidad en cualquier trabajo de animación o en cualquier otra profesión. Durante un período de más de una década Ryan perdió toda su obra, todas sus esculturas, todos sus materiales de animación y su dinero. Durante un año vivió sin hogar y pidiendo limosnas en las calles de Montreal.
Después del lanzamiento del cortometraje Ryan (2004) empezó a tratar de volver a su carrera de nuevo. Abandonó la bebida y la cocaína, e incluso produjo unos cortos para el canal MTV. 
Ryan Larkin murió el 14 de febrero de 2007, víctima de un cáncer de pulmón que se extendió a su cerebro, poniendo fin a una de las personalidades más singulares de la animación.

## Premios y distinciones
Premios Óscar
| Año  | Categoría                  | Película | Resultado |
| ---- | -------------------------- | -------- | --------- |
| 1969 | Mejor cortometraje animado | Walking  | Nominado  |